# 정팔면체 대칭
정팔면체 대칭은 정팔면체의 대칭을 말한다. 회전 대칭은 24개, 거울 대칭을 포함하면 48개의 대칭이 있다. 정육면체도 정팔면체와 같은 대칭을 가진다. 회전 대칭만 있는 것은 O로, 거울 대칭도 있는 것은 Oh로 표기한다.

## 같이 보기
- 정사면체 대칭
- 정이십면체 대칭